# Onocolus
Onocolus is een geslacht van spinnen uit de  familie van de Thomisidae (krabspinnen).

## Soorten
- Onocolus biocellatus Mello-Leitão, 1948
- Onocolus compactilis Simon, 1895
- Onocolus echinatus (Taczanowski, 1872)
- Onocolus echinicaudus Mello-Leitão, 1929
- Onocolus echinurus Mello-Leitão, 1929
- Onocolus eloaeus Lise, 1980
- Onocolus garruchus Lise, 1979
- Onocolus granulosus Mello-Leitão, 1929
- Onocolus infelix Mello-Leitão, 1941
- Onocolus intermedius (Mello-Leitão, 1929)
- Onocolus latiductus Lise, 1980
- Onocolus mitralis Lise, 1979
- Onocolus pentagonus (Keyserling, 1880)
- Onocolus perditus Mello-Leitão, 1929
- Onocolus simoni Mello-Leitão, 1915
- Onocolus trifolius Mello-Leitão, 1929